# حاجی‌آباد (طبس، شمال)
حاجی‌آباد یک منطقهٔ مسکونی در ایران است که در دهستان دیهوک شهرستان طبس واقع شده‌است.